# ایالات متحده آمریکا در المپیک تابستانی ۱۹۲۸
ایالات متحده آمریکا در بازی‌های المپیک تابستانی ۱۹۲۸ که در آمستردام هلند برگزار شد، با ۲۸۰ ورزشکار شرکت نمود و موفق به کسب ۵۶ مدال (۲۲ طلا، ۱۸ نقره، ۱۶ برنز) شد که در رتبه ۱ مسابقات قرار گرفت.